# Rouvres-en-Xaintois
Rouvres-en-Xaintois település Franciaországban, Vosges megyében. Lakosainak száma 262 fő (2022. január 1.). Rouvres-en-Xaintois Baudricourt, Dombasle-en-Xaintois, Gemmelaincourt, Ménil-en-Xaintois, Oëlleville, Offroicourt és Remicourt községekkel határos.

## Népesség
A település népessége az elmúlt években az alábbi módon változott:
| Lakosok száma | 286  | 283  | 281  | 277  | 281  | 274  | 268  | 265  | 262  |
|               | 2013 | 2015 | 2016 | 2017 | 2018 | 2019 | 2020 | 2021 | 2022 |